# Roland Sandberg
Roland Sandberg (n. Karlskrona, 16 de diciembre de 1946) es un exjugador de fútbol sueco que jugaba en la demarcación de delantero.

## Biografía
Roland Sandberg debutó como futbolista en 1967 con el Kalmar FF. Tras cuatro años con el club, fichó por el Åtvidabergs Fotbollförening. Con el club ganó la Allsvenskan en dos ocasiones, al igual que la Copa de Suecia. Además fue el máximo goleador de la Allsvenskan en la temporada 1970/1971 con 17 goles. En 1973 fichó por el 1. FC Kaiserslautern alemán, con el que llegó a marcar 63 goles en 126 partidos jugados en las cinco temporadas que jugó. Ya en 1978 fue traspasado al Kalmar FF, club en el que debutó, ganando en esta ocasión la Copa de Suecia en 1981. Al finalizar la temporada fichó por el BK Häcken durante un año, con el que jugó tan solo un partido, retirándose como futbolista al finalizar su contrato.

## Selección nacional
Roland Sandberg jugó un total de seis partidos en los que marco cuatro goles con la selección de fútbol sub-21 de Suecia. Ya en 1969 fue convocado por primera vez con la selección de fútbol de Suecia, jugando un total de 37 partidos, jugando su último partido en 1976 y llegando a jugar la Copa Mundial de Fútbol de 1974.

## Clubes
| Club                        | País                | Año         | Partidos | Goles |
| --------------------------- | ------------------- | ----------- | -------- | ----- |
| Kalmar FF                   | Suecia              | 1965 - 1969 | ¿?       | ¿?    |
| Åtvidabergs Fotbollförening | Suecia              | 1969 - 1973 | 71       | 52    |
| 1. FC Kaiserslautern        | Alemania Occidental | 1973 - 1978 | 126      | 63    |
| Kalmar FF                   | Suecia              | 1978 - 1981 | 43       | 12    |
| BK Häcken                   | Suecia              | 1981        | 1        | 0     |

## Palmarés
Åtvidabergs Fotbollförening
- Allsvenskan (2): 1972 y 1973
- Copa de Suecia (2): 1970 y 1971

Kalmar FF
- Copa de Suecia: 1981